# Frontière entre le Dakota du Nord et le Minnesota

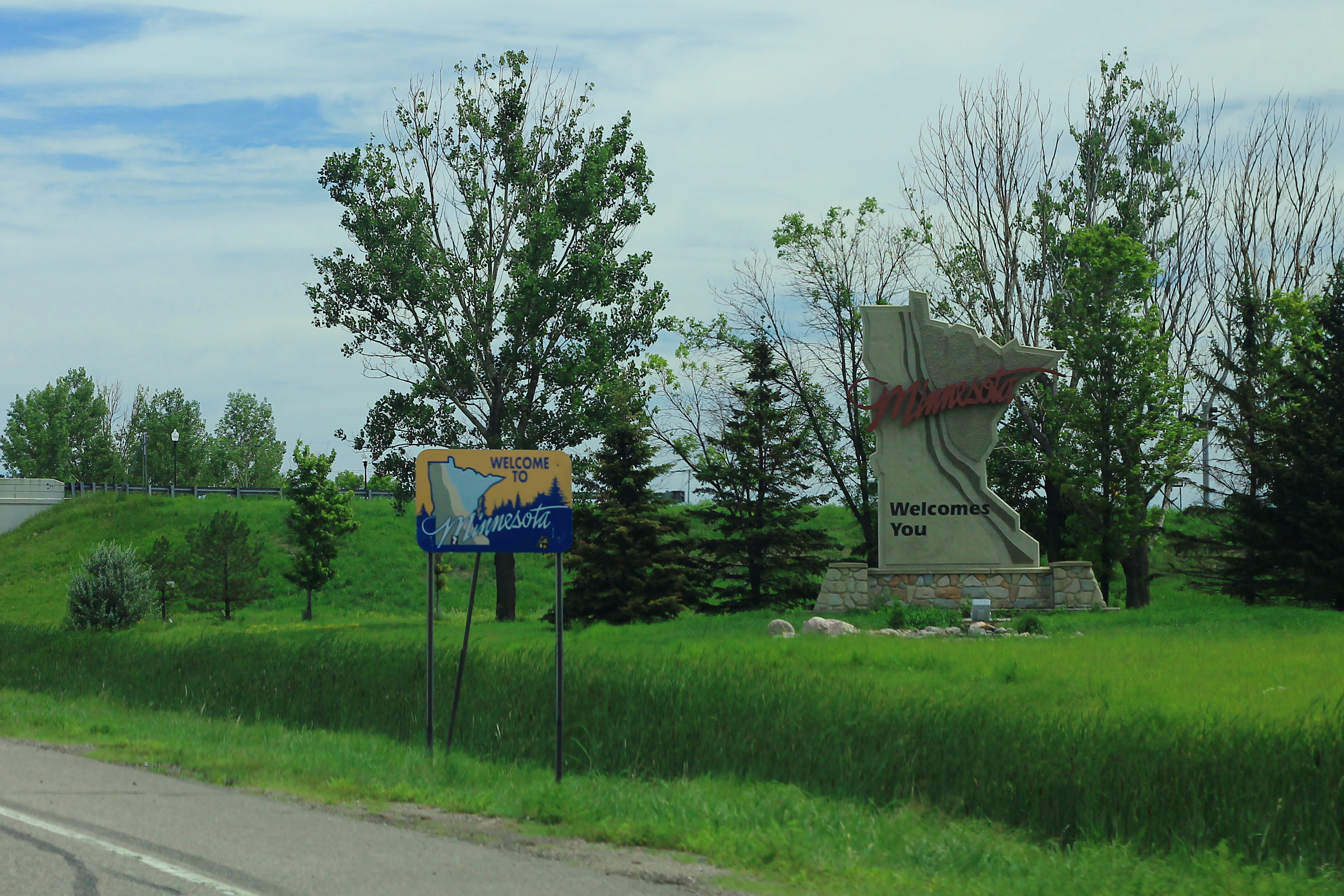
Entrée au Minnesota depuis le Dakota du Nord.

La frontière entre le Dakota du Nord et le Minnesota est une frontière intérieure des États-Unis délimitant les territoires du Dakota du Nord à l'ouest et Minnesota à l'est dans le Midwest américain.
Son tracé depuis le tripoint avec le Dakota du Sud sur le 46e parallèle nord suit le cours de la rivière Bois de Sioux puis à la confluence de celle-ci avec l'Otter Tail à Wahpeton, elle suit la Rivière Rouge, nom du cours d'eau issu de cette confluence,  jusqu'à la frontière internationale américano-canadienne et le tripoint avec la province du Manitoba sur le 49e parallèle nord.
La frontière traverse les agglomérations de Grand Forks et de Fargo.